# Eosentomon betschi
Eosentomon betschi är en urinsektsart som beskrevs av Josef Nosek 1978. Eosentomon betschi ingår i släktet Eosentomon och familjen trakétrevfotingar. Inga underarter finns listade i Catalogue of Life.